# Tjörn
Tjörn ( PRONÚNCIA) é uma ilha sueca no sul da província histórica da Bohuslän, hoje em dia parte do condado Västra Götaland. Nela existem várias pequenas localidades piscatórias e praias de banhos, e ainda o Museu Nórdico da Aguarela. 
É a sexta maior ilha da Suécia, a seguir à Gotlândia, Olândia, Orust, Hisingen e Värmdö.
Banhada pelo Escagerraque, está separada do continente e da ilha de Orust por fiordes e estreitos.
Forma a Comuna de Tjörn juntamente com umas 1500 pequenas ilhas, na maioria não habitadas.

## Geografia
A ilha de Tjörn é composta por planaltos rochosos nus, cortados por vales férteis. 
Está ligada a Stenungsund pela Ponte de Tjörn (Tjörnbron) e à vizinha Orust pela Ponte de Skåpesund (Skåpesundsbron).
Skärhamn é o maior centro urbano da ilha.

## Património cultural e turístico
- Museu Nórdico da Aguarela em Skärhamn
- Pilane (parque de esculturas e campo arqueológico de sepulturas pré-históricas)
- Museu de Klädesholmen (museu do arenque e das conservas de arenque) em Klädesholmen
- Farol de Pater Noster